# Kaspar Maria von Sternberg
Kaspar Maria von Sternberg (también: Caspar Maria, Conde Sternberg, alemán: Kaspar Maria Graf Sternberg, checo: hrabě Kašpar Maria Šternberk, Praga, 6 de enero de 1761 - Castillo Březina, 20 de diciembre de 1838) fue un teólogo, mineralogista, y botánico de Bohemia.
Creó el Museo Nacional Bohemio en Praga y está considerado como el fundador de la moderna paleobotánica.

## Biografía

### Primeros años y vida eclesiástica
Sternberg nació en Praga, siendo el más pequeño de los ocho hijos del Conde "Johann von Sternberg" y de su mujer, "Anna-Josepha". Su padre era oficial del ejército de Bohemia y su madre tenía una educación refinada, teniendo fluidez verbal en cuatro lenguas, incluidos el francés y el inglés.
Durante sus primeros años, Sternberg recibió una educación mixta, en casa y en una escuela pública, donde reveló aptitudes para las lenguas y para las ciencias naturales. A los once años, decidió que seguiría la carrera eclesiástica, y después de estar internado en los seminarios de Friburgo de Brisgovia y Ratisbona, fue enviado al Collegium Germanicum en Roma en 1779. En 1782, por razones de orden político, el Collegium Germanicum cerró, y Sternberg concluyó sus estudios teológicos en Pisa. Finalizado el curso, pasó una temporada en Nápoles, donde conoció diversos artistas e intelectuales, incluido Goethe, de quién se hizo amigo.
En 1783, Sternberg obtiene un puesto en Ratisbona, tornándose diácono en 1785. Entretanto se apuntó a una lojia masónica local, de nombre Die Wachsenden zu den Drei Schlüsseln integrándose en los círculos de intelectuales y aristócratas de la zona. Su carrera eclesiástica no progresó más, debido a las convulsiones políticas y sociales consequentes de la Revolución francesa, Sternberg se desilusinó de las perspectivas que le ofrecía, debido a la tendencia imperante para la secularización de los estados. Al mismo tiempo, su interés por las ciencias naturales crecía, y en 1795, se convirtió en uno de los primeros miembros de la Asociación de Botánicos de Ratisbona, por mediación de su amigo el "Conde de Bray".

### Carrera científica
En 1805, se trasladó a París, en representación oficial del clero en la coronación de Napoleón Bonaparte como Emperador de los Franceses. Como anti-bonapartista que era, la coronación contribuyó para su desencanto con la situación política de la época, al mismo tiempo, tuvo la oportunidad de conocer a numerosos científicos de visita y de los residentes en París. Entre estos se contaban Alexander von Humboldt, o el matemático Marqués de Laplace, el biólogo Georges Cuvier y el botánico Bartolomeu de Faujas de St. Fond. Lo que tuvo repercusiones importantes en la carrera científica de Sternberg, que aceptó las sugestiones, avanzadas principalmente por Faujas, para que se dedicara más a la paleobotánica, un campo aún por explorar. La carrera eclesiástica de Sternberg terminó de manera definitiva en 1808, fecha de la muerte de Joachim, su hermano mayor.
Desde 1795 que Sternberg se dedicaba a la Botánica, desde un punto de vista de aficionado. Con la terminación de sus inclinaciones eclesiásticas, pasó a dedicarse exclusivamente a las Ciencias. Su primer objeto de estudio fue la flora local de los Alpes, Tirol y Carintia, publicando varios estudios sobre la familia Saxifragaceae y diversas especies de Ranunculus.
Su interés principal fue, no obstante, la paleobotánica, donde fue el primero en establecer a asociación de plantas fósiles a determinados ambientes sedimentos y en demostrar las semejanzas ecológicas y botánicas entre plantas fósiles y las plantas actuales del mismo ambiente. Su trabajo, además de ser pionero, contribuyó en mucho, para cambiar la idea que se tenía en el siglo XVIII en relación con la vida antediluviana.
Su mayor volumen de trabajo científico fue publicado entre 1820 y 1838 contando con unos 70 títulos entre los cuales Versuch einer geognostisch-botanischen Darstellung der Flora der Vorwelt (Estudio de una Asociación Geobotánica de Flora Prehistórica) se considera su obra de mayor impacto.
Otras actividades suyas incluye varias publicaciones sobre temas económicos y la fundación, en 1818, del museo Vaterländisches Museum des Königreichs Böhmen (Museo Nacional del Reino de Bohemia) en Praga, juntamente con el Conde von Klebelsberg-Thumburg y con Franz Anton Kolorat-Liebsteinský, gobernador de Bohemia. A partir de 1827, el Museo comenzó a editar una revista científica mensual, donde fue publicada gran parte de la obra de Sternberg. Por sus contribuciones a la ciencia, en 1832, el Emperador Francisco II de Austria le concedió la Gran Cruz de la Leopoldsorder, una orden militar imperial austríaca.
Kaspar Maria von Sternberg murió en diciembre de 1838.

## Obra
- "Reise in die Rhetischen Alpen...Nürnberg", Sternberg, 1806
- "Revisio Saxifragarum", Sternberg, 1810
- "Versuch einer Geognostisch-Botanischen Darstellung der Flora der Vorwelt", Sternberg, [primera publicación en el 31 de diciembre de 1820] 1825-1838

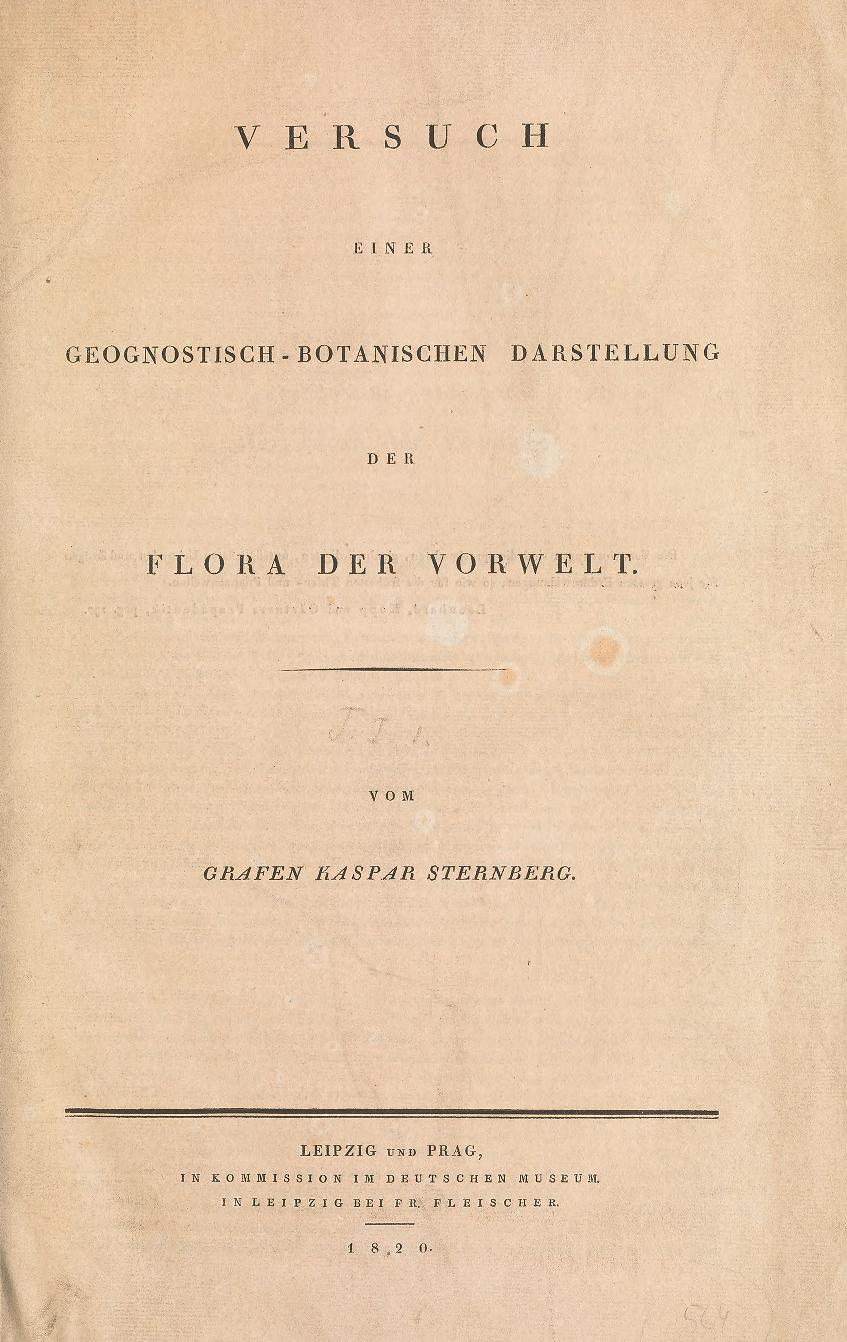
Portada del libro "Estudio de una Asociación Geobotánica de Flora Prehistórica" de von Sternberg

## Honores

### Eponimia
- Sternbergita, mineral nombrado en su honor.

Género botánico
- (Amaryllidaceae) Sternbergia Waldst. & Kit.[1]